# Revue du chant grégorien
Die Revue du chant grégorien war eine französische Zweimonatszeitschrift zur Gregorianik. Sie wurde 1892 in Grenoble von Cyrille Vincent-Martin († 1896) und Dom Joseph Pothier als erste französische Zeitschrift auf diesem Gebiet gegründet. 1940 musste sie aufgrund des Zweiten Weltkrieges ihr Erscheinen einstellen. Sie wird meist als RCG abgekürzt.